# Genie Sheppard
Genie Sheppard (7 de octubre de 1863 – 10 de abril de 1953) fue una sufragista militante y miembro de la Unión Social y Política de las Mujeres (WSPU, por sus siglas en inglés) que en la cárcel hizo huelga de hambre y fue alimentada por la fuerza por lo que recibió Medalla de huelga de hambre de la WSPU.

## Biografía
Sheppard nació en 1863 en Dudley, Worcestershire, como la menor de cuatro hijos de Ellen King (1829-) y Thomas Sheppard (1829-1904), un ferretero y concejal en Dudley. Para 1891 era estudiante de abordaje en el 8 Regent Terrace en Cambridge mientras estudiaba Medicina en la Universidad de Cambridge. El censo de 1901 las enumera a ella y a su hermana mayor Amy Sheppard como médicas hospedadas en 13 Upper Berkeley Street en Marylebone, Londres.  Fue arrestada en una manifestación en el West End de Londres en 1912 durante la cual junto a otras sufragistas rompieron ventanas con piedras y martillos. 
Al ser encarcelada en la prisión de Holloway, la doctora Sheppard participó en una huelga de hambre y fue alimentada a la fuerza. En su liberación, recibió la Medalla de huelga de hambre de la WSPU. La medalla está grabada con las palabras: "Fed for Force 1/3/12".
Era una de las 68 mujeres, entre ellas Emily Davison, quien agregó sus firmas o iniciales al pañuelo Suffragette bordado por prisioneras en Holloway en marzo de 1912, y mantenido hasta 1950 por Mary Ann Hilliard, y todavía disponible para ver en la Casa del Sacerdote, West Hoathly.
Para 1939, residía en Sevenoaks en Kent. Murió en Tonbridge, Kent en 1953, dejando £ 20202 en su testamento. Nunca se casó.